# Anja Byrial Hansen
Anja Byrial Hansen, née le 1er novembre 1973 à Horsens, est une handballeuse internationale danoise.
Avec l'équipe du Danemark, elle participe notamment aux jeux olympiques de 1996 où elle remporte la médaille d'or,. Elle est également double championne d'Europe.

## Palmarès

### En sélection nationale
Jeux olympiques
- médaille d'or aux Jeux olympiques de 1996 à Atlanta

championnats d'Europe
- médaille d'or au championnat d'Europe 1994
- médaille d'or au championnat d'Europe 1996

championnats du monde
- médaille d'argent au championnat du monde 1993